# Anthony Giddens
Anthony Giddens (London, Edmonton, 1938. január 18. –) brit szociológus, Tony Blair volt brit miniszterelnök tanácsadója. A társadalmi struktúrákról írott műveiről híres.

## Életpályája
Giddens Edmontonban, Londonban született és ott is nőtt fel. A társadalom felépítéséről alkotott elméletéről lett híres. A társadalomtudományok legnagyobb jelenkori alakjaként tartják számon. Több, mint 34 könyvet írt, melyeket 29 különböző nyelvre fordítottak le. Giddens a London School of Economics egyetemen professzor emeritus.

## Művei (válogatás)
Anthony Giddens több, mint 34 könyvet és 200 cikket írt.
- Giddens, Anthony (1971) Capitalism and Modern Social Theory. An Analysis of the writings of Marx, Durkheim and Max Weber. Cambridge : Cambridge University Press
- Giddens, Anthony (1973) The Class Structure of the Advanced Societies. London : Hutchinson.
- Giddens, Anthony (1976) Functionalism: après la lutte, Social Research, 43, 325–66.
- Giddens, Anthony (1976) New Rules of Sociological Method: a Positive Critique of interpretative Sociologies. London : Hutchinson
- Giddens, Anthony (1977) Studies in Social and Political Theory. London : Hutchinson
- Giddens, Anthony (1979) Central problems in Social Theory : Action, Structure and Contradiction in Social Analysis. London : Macmillan
- Giddens, Anthony (1981) A Contemporary Critique of Historical Materialism. Vol. 1. Power, Property and the State. London : Macmillan
- Giddens, Anthony (1982) Sociology: a Brief but Critical Introduction. London : Macmillan
- Giddens, Anthony (1982) Profiles and Critiques in Social Theory. London : Macmillan
- Giddens, Anthony & Mackenzie, Gavin (Eds.) (1982) Social Class and the Division of Labour. Essays in Honour of Ilya Neustadt. Cambridge : Cambridge University Press
- Giddens, Anthony (1984) The Constitution of Society. Outline of the Theory of Structuration. Cambridge : Polity (publisher)
- Giddens, Anthony (1985) A Contemporary Critique of Historical Materialism. Vol. 2. The Nation State and Violence. Cambridge : Polity (publisher)
- Giddens, Anthony (1986) Durkheim. London : Fontana Modern Masters
- Giddens, Anthony (1990) The Consequences of Modernity. Cambridge: Polity (publisher)
- Giddens, Anthony (1991) Modernity and Self-Identity. Self and Society in the Late Modern Age. Cambridge: Polity (publisher)
- Giddens, Anthony (1992) The Transformation of Intimacy: Sexuality, Love and Eroticism in Modern Societies. Cambridge: Polity (publisher)
- Beck, Ulrich & Giddens, Anthony & Lash, Scott (1994) Reflexive Modernization. Politics, Tradition and Aesthetics in the Modern Social Order. Cambridge : Polity (publisher)
- Giddens, Anthony (1994) Beyond Left and Right — the Future of Radical Politics. Cambridge : Polity (publisher)
- Giddens, Anthony (1995) Politics, Sociology and Social Theory: Encounters with Classical and Contemporary Social Thought. Cambridge : Polity (publisher)
- Giddens, Anthony (1996) In Defence of Sociology. Cambridge : Polity (publisher)
- Giddens, Anthony (1996) Durkheim on Politics and the State. Cambridge : Polity (publisher)
- Giddens, Anthony (1998) The Third Way. The Renewal of Social Democracy. Cambridge : Polity (publisher)
- Giddens, Anthony (1999) Runaway World: How Globalization is Reshaping Our Lives. London : Profile
- Hutton, Will & Giddens, Anthony (Eds.) (2000) On The Edge. Living with Global Capitalism. London : Vintage
- Giddens, Anthony (2000) The Third Way and Its Critics. Cambridge : Polity (publisher)
- Giddens, Anthony (2000) Runaway World. London : Routledge
- Giddens, Anthony (Ed.) (2001) The Global Third Way Debate. Cambridge : Polity (publisher)
- Giddens, Anthony (2002) Where Now for New Labour? Cambridge : Polity (publisher)
- Giddens, Anthony (Ed.) (2003) The Progressive Manifesto. New Ideas for the Centre-Left. Cambridge : Polity (publisher).
- Giddens, Anthony (Ed.) (2005) The New Egalitarianism Cambridge : Polity (publisher)
- Giddens, Anthony (2006) Sociology (Fifth Edition). Cambridge : Polity (publisher)
- Giddens, Anthony (2007) Europe In The Global Age. Cambridge : Polity (publisher)
- Giddens, Anthony (2007) Over to You, Mr Brown – How Labour Can Win Again. Cambridge : Polity (kiadó)

## Magyarul
- Szociológia; m. kiad. szerk. Melegh Attila, ford. Acsádi Judit et al.; Osiris, Bp., 1995 (Osiris tankönyvek)
- A harmadik út. A szociáldemokrácia megújulása; ford. Battyán Katalin; Agóra Marketing Kft., Bp., 1999
- Elszabadult világ. Hogyan alakítja át életünket a globalizáció?; ford. Gárdos János; Napvilág, Bp., 2000 (Demos könyvek)
- Elszabadult világ. Hogyan alakítja át életünket a globalizáció?; ford. Gárdos János; 2. jav. kiad.; Napvilág, Bp., 2005 (Demos könyvek)
- Írások az egyenlőtlenségről, az egyenlősdiről – és az új egyenlőségről; szerk. Anthony Giddens, Patrick Diamond, ford. Bikics Milán; Napvilág, Bp., 2006 (Demos könyvek)
- Ön jön, Mr. Brown! Hogyan nyerhet negyedszer is a Munkáspárt; ford. Vajda Tünde; Gondolat, Bp., 2007 (Demos könyvek)